# Zona de exclusão de Chernobil
A Zona de alienação da Usina Nuclear de Chernobil (ucraniano: Зона відчуження Чорнобильської АЕС, zona vidchuzhennya Chornobyl's'koyi AES) é oficialmente a zona de exclusão ao redor do local do desastre nuclear de Chernobil.:p.4-5:p.49f.3 É comumente conhecida como Zona de exclusão de Chernobyl.:p.2-5. 
Em 24 de fevereiro de 2022, integrantes do exército russo invadiram e ocuparam o local durante a invasão russa na Ucrânia, o incidente ficou conhecido como a Batalha de Chernobil. No dia 25, foi relatado um aumento nos níveis de radiação na Usina Nuclear de Chernobyl. Em 31 de março os russos começaram a abandonar a região, tendo saqueado vários locais perto da usina.

### Notícias e publicações
- Radioactive Wolves - por PBS Documentary aired in the U.S. on Oct, 19 2011
- Wildlife defies Chernobyl radiation - por BBC News, 20 April 2006
- Picnic in the Death Zone - TV Documentary following Chernobyl scientists as they hunt for radioactive animals deep in the alienation zone
- Inside the Forbidden Forests 1993 The Guardian article about the zone
- The zone as a wildlife reserve

### Imagens do interior da zona
- Touring Chernobyl 25 Years Later
- Images of the exclusion zone and the abandoned city of Pripyat
- Images from inside the Zone
- More images from inside the Zone
- Tour of the Zone in 2005
- 2008/09 Images and experiences from the zone
- The Lost City of Chernobyl Fotos
- Wildlife photos of Chernobyl Exclusion zone
- Slide show of a visit to the Zone
- A story of a motorcyclist riding through the zone